# Krzysztof Zamorski (historyk)
Krzysztof Zamorski (ur. 20 października 1952 w Wańkowej) – polski historyk, profesor nauk historycznych. W latach 1993–2003 dyrektor Biblioteki Jagiellońskiej.

## Życiorys
Syn Ludwika (1922–1994) i Krystyny z d. Barancewicz (1922–1952). Absolwent Liceum Ogólnokształcącego w Brzozowie z 1971. W 1992 uzyskał stopień naukowy doktora habilitowanego na podstawie rozprawy: Transformacja demograficzna w Galicji na tle przemian ludnościowych innych obszarów Europy Środkowej w drugiej połowie XIX wieku i na początku XX wieku. Tytuł profesorski uzyskał w październiku 2010.
W latach 1993–2003 był dyrektorem Biblioteki Jagiellońskiej. Jako dyrektor BJ kierował jej automatyzacją oraz rozbudową. Był współautorem memoriału (styczeń 1998) w sprawie walki z zagrożeniem, jakie niesie kwaśny papier dla zbiorów archiwalnych i bibliotecznych, w następstwie którego uruchomiono w Polsce kliniki papieru. Do 2023 kierował Katedrą Antropologii Historycznej i Teorii Historii w Instytucie Historii UJ. Od 1997 współredaktor z prof. Maciejem Salamonem czasopisma Historyka. W latach 2017–2024 redaktor naczelny tego pisma. Wraz z prof. Andrzejem Chwalbą współorganizował szereg ważnych spotkań historyków polskich i zagranicznych. Był szefem biura organizacyjnego XVII Powszechnego Zjazdu Historyków Polskich w Krakowie w roku 2004, tę samą funkcję pełnił organizując I, II i III Kongres Zagranicznych Badaczy Dziejów Polski w latach 2007, 2012 oraz 2017. Jest członkiem Zarządu Głównego Polskiego Towarzystwa Historycznego, a w latach 2012–2021 pełnił funkcję prezesa krakowskiego oddziału tej organizacji.   
Do jego zainteresowań badawczych należą: teoria historii, demografia historyczna, historia społeczna i gospodarcza nowożytności.

## Odznaczenia i nagrody
Odznaczony Złotym Krzyżem Zasługi (1999) i Krzyżem Kawalerskim Orderu Odrodzenia Polski (2022). Jest kawalerem francuskich palm akademickich (odznaczenie w 1996 roku). W marcu 2023 otrzymał pamiątkowy Medal „Plus ratio quam vis” UJ. W 2024 otrzymał Nagrodą im. Joachima Lelewela.

## Dzieła
- 1987: Folwark i wieś. Gospodarka dworska i społeczność chłopska Tenczynka w latach 1705–1845
- 1989: Informator statystyczny do dziejów społeczno-gospodarczych Galicji. Ludność Galicji w latach 1857–1910
- 1991: Transformacja demograficzna w Galicji na tle przemian ludnościowych innych obszarów Europy Środkowej w drugiej połowie XIX i na początku XX w.
- 2005: Historyk i historia. Studia dedykowane pamięci prof. Mirosława Frančicia (red., z Adamem Walaszkiem)
- 2008: Dziwna rzeczywistość. Wprowadzenie do ontologii historii
- 2009: Oral History: Challenges of Dialogue (red., z Martą Kurkowską-Budzan)
- 2020: Przez profesjonalizację do międzynarodowej ekumeny historyków. Historiografia polska na międzynarodowych kongresach nauk historycznych w latach 1898–1938
- 2021: The Polish-Lithuanian Commonwealth: History, Memory, Legacy (red., z Andrzejem Chwalbą)
- 2025: Pleban i wieś. Historia życia proboszcza tenczyńskiego z początku XVIII wieku. Studium mikrohistoryczne. Kraków: Universitas, 2025, s. 360, seria: Historia życia. ISBN 978-83-242-3979-5. (pol.).